# Ходовая часть транспортного средства
Ходовая часть транспортного средства — комплекс узлов и механизмов транспортного средства (ТС), которые обеспечивают ему перемещение, то есть ход.
Ходовая часть ТС обеспечивает скорость, плавность и иные характеристики хода.

## Ходовая часть локомотива
Ходовая часть у разных видов локомотивов выполняется по-разному, в зависимости от вида силовой установки. В настоящее время локомотивы, как правило, опираются на 2 (реже 3) тележки, обеспечивающие локомотиву максимальную плавность хода и вписывание в кривые. Тележки могут быть двухосными или трёхосными. Трёхосные тележки делаются для мощных локомотивов с большой силой тяги. В случае необходимости дальнейшего увеличения мощности локомотив делают многосекционным, соединяя локомотивные секции между собой. Каждая такая секция может быть как самоходной (то есть с возможностью использования в качестве отдельного локомотива), так и рассчитанной только на использование совместно с другими секциями (например в случае размещения недублируемого оборудования в разных секциях).

### Тележки электровоза
Электровоз (раздел Конструкция)
Тележка электровоза состоит из рамы, колёсных пар с буксами, рессорного подвешивания и тормозного оборудования. К тележкам крепят тяговые электродвигатели. У электровозов с несочленёнными тележками тяговые усилия передаются упряжными приборами (автосцепками), расположенными на раме кузова. Рама кузова опирается на тележки через специальные опорные устройства.
- Рама тележки состоит из двух продольных балок — боковин и соединяющих их поперечных балок.
- Колёсные пары воспринимают вес электровоза, на них передается крутящий момент тяговых электродвигателей.

На современных электровозах применяют, как правило, индивидуальный привод. При этом различают два вида подвески тяговых электродвигателей — опорно-осевую и рамную.

### Тележки тепловоза
У большинства тепловозов главная рама кузова опирается на две трехосные тележки через восемь боковых опор. Тележки имеют раму, опоры, буксы, колёсные пары, рессорное подвешивание и тормозное оборудование.

Тележки вагонов: а) — типа ЦНИИ-Х3-0 грузового вагона: 1 — колесная пара; 2 — боковина; 3 — рессорный комплект; 4 — клиновый гаситель колебаний; 5 — букса;
б) — типа КВЗ-ЦНИИ пассажирского вагона: 1 — тормозная колодка; 2 — буксовое рессорное подвешивание; 3 — скользун; 4 — подпятник; 5 — рама; 6 — букса; 7 — центральное рессорное подвешивание; 8 — гаситель колебаний.

## Ходовая часть вагона

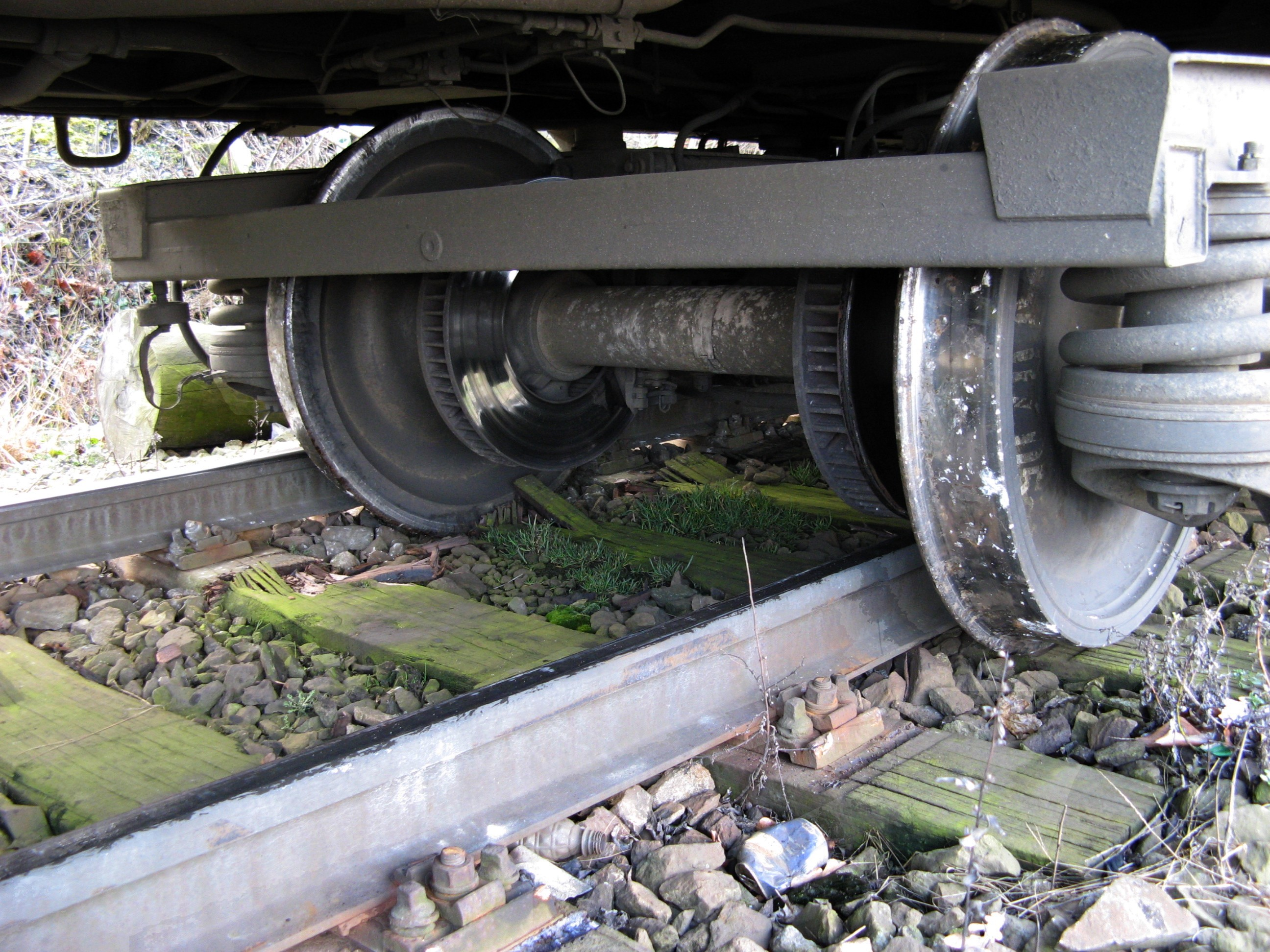
Сход вагонной тележки

Ходовая часть вагонов включает в себя колёсные пары, буксы с подшипниками и рессорное подвешивание, воспринимающие от вагона нагрузку и обеспечивающие его безопасное и плавное движение. В четырёхосных и многоосных вагонах эти элементы объединены в тележки, обеспечивающие более легкое прохождение вагонами кривых участков и более плавный ход.

### Колесные пары
Колёсная пара, состоящая из оси и двух напрессованных на ней под давлением колес диаметром 950…1050 мм, воспринимает все нагрузки, передающиеся от вагона на рельсы в процессе движения подвижного состава.

### Буксы
Буксы служат для передачи давления от вагона на шейки осей колёсных пар, а также ограничения продольного и поперечного перемещений колёсной пары.

### Рессоры
Для смягчения ударов и уменьшения амплитуды колебаний вагона при прохождении по неровностям пути между рамой вагона и колёсной парой размещают систему упругих элементов и гасителей колебаний (рессорное подвешивание). В качестве упругих элементов применяют винтовые пружины, листовые рессоры, резинометаллические элементы и пневматические рессоры (резинокордовые оболочки, заполненные воздухом).

### Гасители колебаний
- Пневмоподвеска

Гасители колебаний предназначены для создания сил, устраняющих или, хотя бы, уменьшающих амплитуды колебаний вагона или его частей. На железных дорогах Российской Федерации наиболее широкое распространение получили гидравлические и фрикционные гасители колебаний. Принцип действия гидравлических гасителей заключается в последовательном перемещении вязкой жидкости под действием растягивающих или сжимающих сил с помощью поршневой системы из одной полости цилиндра в другую.
Во фрикционных гасителях колебаний силы трения возникают при вертикальном и горизонтальном перемещениях клиньев гасителя, трущихся о фрикционные планки, укреплённые на колонках боковин тележек.

### Тележки вагона
Тележками называются устройства, которые обеспечивают безопасное движение вагона по рельсовому пути, с минимальным сопротивлением и необходимой плавностью хода.
Тележки составляют основу вагонных ходовых частей и являются одним из важнейших узлов грузовых и пассажирских вагонов, обеспечивающих взаимодействие подвижного состава с верхним строением пути железнодорожного полотна. В тележках объединяются рамой колесные пары с буксами, система рессорного подвешивания и части тормозной рычажной передачи. Благодаря возможности размещения в тележках нескольких последовательно расположенных ступеней (ярусов) рессор в сочетании с различного рода гасителями колебаний и устройствами, обеспечивающими устойчивость положения кузова, создаются условия для достижения хорошей плавности хода вагона. Конструкция соединения тележек с кузовом позволяет без затруднения при необходимости выкатить их. Это облегчает осмотр и ремонт ходовой части вагона. Тележки могут свободно поворачиваться относительно кузова вагона благодаря наличию пятника на раме кузова и подпятника на тележке.
По числу осей тележки бывают двух-, трех-, четырёх- и многоосные. В настоящее время наиболее распространены двухосные тележки.
На тележках пассажирских вагонов устанавливаются гидравлические гасители колебаний совместно с пружинными рессорами. Для смягчения боковых толчков от набегания реборды колёс на рельсы при входе в кривые тележки оборудуют возвращающими устройствами (люльками). Тележки пассажирских вагонов имеют двойное рессорное подвешивание, обеспечивающие бо́льшую плавность хода. (см. нижний рисунок)
В тележках грузовых вагонов используются фрикционные гасители колебаний, они не имеют люлечного устройства и имеют, как правило, одноуровневое рессорное подвешивание. (см. верхний рисунок). Восьмиосные полувагоны и цистерны устанавливаются на четырёхосные тележки, основой которых являются те же двухосные, но связанные между собой штампосварной соединительной балкой.
Тележки большинства изотермических вагонов отличаются от прочих грузовых тележек двойным рессорным подвешиванием — центральное подвешивание на листовых замкнутых рессорах, буксовое на пружинах.

### Тележки скоростного поезда
В поездах TGV одна колёсная тележка на два смежных вагона. Такая конструкция необходима для того, чтобы в случае схода поезда с рельсов он не перевернулся и для предотвращения эффекта телескопичности (вагоны входят друг в друга при лобовом столкновении поезда с каким либо препятствием, нанося серьёзные повреждения пассажирам). Собственную тележку имеют только головные (собственно головной и хвостовой) вагоны.

## Ходовая часть трамвая

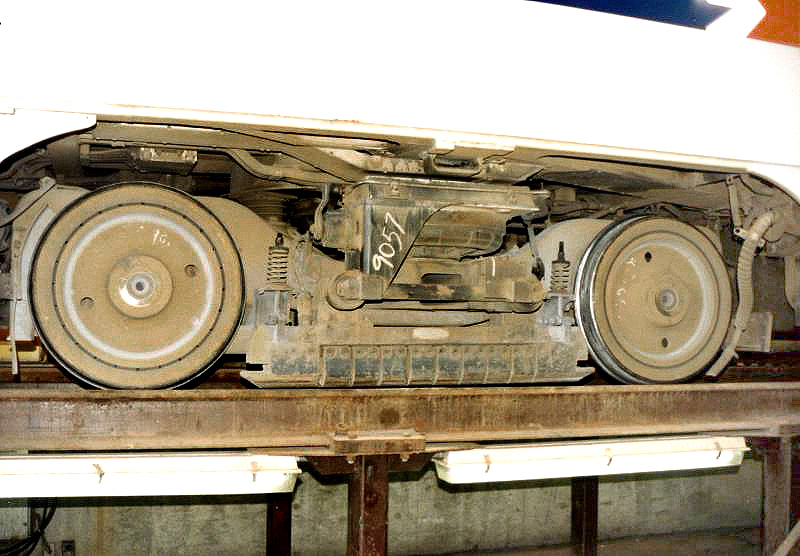
Тележка трамвайного вагона

Хотя трамвай и движется по рельсам подобно железнодорожному подвижному составу, конструкция его ходовой части существенно отличается. Это обусловлено меньшим весом трамвайного вагона, меньшей скоростью движения, необходимостью проходить кривые малого радиуса и ограничениям по шумности. Современные трамвайные вагоны выполняются (за редкими исключениями, такими как ULF или Bombardier Cobra) с тележечными ходовыми частями.
Современные трамвайные вагоны имеют колеса с упругими резиновыми элементами, что снижает шумность при движении. Высокопольные вагоны могут иметь тележки мостового или рамного типа с колесными парами. Тележки низкопольных вагонов могут не иметь колёсных пар: каждое колесо подвешивается на раме тележки через индивидуальную буксу.
Тележки трамвайных вагонов могут иметь одно- и двухуровневое (двойное) подрессоривание. При одноуровневом подрессоривании буксы колесных пар подвешиваются на раме тележки через резиновые упругие элементы, а рама тележки к кузову — через рессоры или пружины. На вагонов старых типов встречалась схема жесткого подвешивания рамы тележки к кузову и рессорного подвешивания колёсных пар.
При двойном подрессоривании буксы колесных пар (или колёс) подвешиваются к раме тележки через упругие элементы и рама тележки к кузову тоже подвешивается через упругие элементы.
Обе схемы подвешивания имеют свои достоинства и недостатки. Схема с одноуровневым подвешиванием имеет большую неподрессоренную массу, что увеличивает её вредное воздействие на рельсовый путь. Однако такая конструкция позволяет трамвайному вагону двигаться с большей скоростью.
Тележки с двойным подрессориванием менее шумны, оказывают меньшее воздействие на рельсовый путь, но часто не позволяют вагону развивать большие скорости.
Своим узнаваемым внешним видом трамвайная тележка обязана электромагнитному рельсовому тормозу — висящей между колес над самым рельсом стальной балке.

## Ходовая часть автомобиля
Ходовая часть состоит из:
- рамы
- балок мостов
- передней и задней подвески колес
- колес (дисков и шин)

Ходовая часть автомобиля предназначена для перемещения автомобиля по дороге, без тряски и вибраций. Механизмы и детали ходовой части связывают колеса с кузовом, гасят его колебания, воспринимают и передают силы, действующие на автомобиль.
Находясь в салоне легкового автомобиля, водитель и пассажиры испытывают медленные колебания с большими амплитудами, и быстрые колебания с малыми амплитудами. От быстрых колебаний защищает мягкая обивка сидений, резиновые опоры двигателя, коробки передач и так далее. Защитой от медленных колебаний служат упругие элементы подвески, колеса и шины.
Входит в состав шасси.

## Тележка шасси самолёта
Многоколёсное, обычно парное шасси состоит из тележек, в ряде случаев со своими качалками, амортизаторами, механизмами подкоса и другими сложными инженерными решениями.